# Halterofília als Jocs Olímpics d'estiu de 1924 - pes mitjà
La competició del pes mitjà, amb un pes dels aixecadors inferior a 75 kg, va ser una de les cinc proves d'halterofília que es disputà durant els Jocs Olímpics de París de 1924. La prova es disputà el 22 i 23 de juliol i hi van prendre part 25 aixecadors en representació de tretze nacions.

## Medallistes
| Or                     | Plata                | Bronze            |
| Carlo Galimberti (ITA) | Alfred Neuland (EST) | Jaan Kikkas (EST) |

## Reglament
La classificació final s'obtenia a partir de la suma dels millors registres aconseguits en les següents 5 proves:
- Arrancada amb un braç
- Dos temps amb un braç
- Impuls amb dos braços
- Arrancada amb dos braços
- Dos temps amb dos braços

En cada prova els aixecadors tenien dret a tres aixecaments.

## Resultats
| Pos. | Aixecador              | Nació          | Total | Arrancada un braç | Arrancada un braç | Arrancada un braç | Dos temps un braç | Dos temps un braç | Dos temps un braç | Impuls | Impuls | Impuls | Arrancada dos braços | Arrancada dos braços | Arrancada dos braços | Dos temps dos braços | Dos temps dos braços | Dos temps dos braços |
| Pos. | Aixecador              | Nació          | Total | 1                 | 2                 | 3                 | 1                 | 2                 | 3                 | 1      | 2      | 3      | 1                    | 2                    | 3                    | 1                    | 2                    | 3                    |
| ---- | ---------------------- | -------------- | ----- | ----------------- | ----------------- | ----------------- | ----------------- | ----------------- | ----------------- | ------ | ------ | ------ | -------------------- | -------------------- | -------------------- | -------------------- | -------------------- | -------------------- |
| 1    | Carlo Galimberti       | Itàlia         | 492,5 | 72,5              | 77,5              | 80,0              | 87,5              | 92,5              | 95,0              | 90,0   | 95,0   | 97,5   | 87,5                 | 92,5                 | 95,0                 | 122,5                | 127,5                | 130.0                |
| 2    | Alfred Neuland         | Estònia        | 455,0 | 75,0              | 80,0              | 82,5              | 90,0              | 95,0              | 95,0              | 72,5   | 77,5   | 80,0   | 90,0                 | 95,0                 | 100,0                | 100,0                | 115,0                | 125.0                |
| 3    | Jaan Kikkas            | Estònia        | 450,0 | 65,0              | 70,0              | 70,0              | 80,0              | 85,0              | 87,5              | 75,0   | 80,0   | 80,0   | 85,0                 | 85,0                 | 90,0                 | 115,0                | 120,0                | 127.5                |
| 4    | Ahmed Samy             | Egipte         | 447,5 | 65,0              | 70,0              | 72,5              | 72,5              | 77,5              | 82,5              | 92,5   | 97,5   | 97,5   | 80,0                 | 85,0                 | 87,5                 | 110,0                | 115,0                | 120.0                |
| 5    | Albert Aeschmann       | Suïssa         | 442,5 | 67,5              | 67,5              | 67,5              | 82,5              | 82,5              | 87,5              | 82,5   | 87,5   | 87,5   | 82,5                 | 87,5                 | 90,0                 | 112,5                | 112,5                | 117.5                |
| 6    | Roger François         | França         | 442,5 | 65,0              | 70,0              | 75,0              | 75,0              | 80,0              | 82,5              | 87,5   | 92,5   | -      | 82,5                 | 87,5                 | 90,0                 | 107,5                | 112,5                | 117.5                |
| 7    | Rupert Eidler          | Àustria        | 437,5 | 60,0              | 65,0              | 70,0              | 80,0              | 90,0              | 92,5              | 77,5   | 82,5   | 85,0   | 80,0                 | 85,0                 | 87,5                 | 110,0                | 115,0                | 120.0                |
| 8    | Pierre Vibert          | França         | 427,5 | 65,0              | 70,0              | 72,5              | 70,0              | 75,0              | 75,0              | 80,0   | 85,0   | -      | 85,0                 | 85,0                 | 87,5                 | 110,0                | 115,0                | 120.0                |
| 9    | Johann Gill            | Àustria        | 420,0 | 60,0              | 60,0              | 65,0              | 77,5              | 85,0              | 90,0              | 77,5   | 82,5   | 85,0   | 75,0                 | 80,0                 | 80,0                 | 110,0                | 110,0                | 120.0                |
| 10   | Dante Figoli           | Itàlia         | 407,5 | 60,0              | 65,0              | 67,5              | 72,5              | 72,5              | 77,5              | 75,0   | 80,0   | 82,5   | 72,5                 | 77,5                 | 80,0                 | 105,0                | 110,0                | 110.0                |
| 11   | Ángel Rovere           | Argentina      | 405,0 | 62,5              | 62,5              | 62,5              | 72,5              | 77,5              | 77,5              | 67,5   | 72,5   | 75,0   | 80,0                 | 85,0                 | 87,5                 | 105,0                | 110,0                | 112.5                |
| 12   | Alfredo Pianta         | Argentina      | 402,5 | 60,0              | 62,5              | 67,5              | 75,0              | 75,0              | 80,0              | 70,0   | 75,0   | 75,0   | 80,0                 | 85,0                 | 85,0                 | 100,0                | 105,0                | 110.0                |
| 12   | Marcel Van Der Goten   | Bèlgica        | 402,5 | 60,0              | 65,0              | 65,0              | 75,0              | 80,0              | 80,0              | 72,5   | 77,5   | 77,5   | 80,0                 | 85,0                 | 90,0                 | 105,0                | 110,0                | 115.0                |
| 14   | Enrico Pucci           | Itàlia         | 397,5 | 60,0              | 65,0              | 65,0              | 72,5              | 77,5              | 77,5              | 70,0   | 75,0   | 77,5   | 70,0                 | 75,0                 | 77,5                 | 100,0                | 105,0                | 110.0                |
| 15   | Josef Tomáš            | Txecoslovàquia | 392,5 | 60,0              | 60,0              | 65,0              | 72,5              | 77,5              | 77,5              | 80,0   | 80,0   | 80,0   | 70,0                 | 75,0                 | 75,0                 | 110,0                | 110,0                | 115.0                |
| 16   | V. Van Hamme           | Bèlgica        | 390,0 | 60,0              | 65,0              | 65,0              | 75,0              | 80,0              | 80,0              | 70,0   | 70,0   | 75,0   | 75,0                 | 80,0                 | 80,0                 | 105,0                | 110,0                | -                    |
| 17   | Frederick Attenborough | Regne Unit     | 387,5 | 60,0              | 65,0              | 65,0              | 65,0              | 65,0              | 65,0              | 75,0   | 80,0   | 82,5   | 70,0                 | 75,0                 | 80,0                 | 95,0                 | 100,0                | 102.5                |
| 18   | Nils Lidman            | Suècia         | 382,5 | 57,5              | 62,5              | 62,5              | 70,0              | 75,0              | 80,0              | 65,0   | 70,0   | 70,0   | 75,0                 | 80,0                 | 80,0                 | 100,0                | 100,0                | 105.0                |
| 19   | Michel Mertens         | Luxemburg      | 380,0 | 60,0              | 65,0              | 65,0              | 70,0              | 75,0              | 75,0              | 75,0   | 80,0   | 80,0   | 75,0                 | 80,0                 | 80,0                 | 95,0                 | 100,0                | 102.5                |
| 19   | Marcel Horsch          | Bèlgica        | 380,0 | 55,0              | 55,0              | 60,0              | 67,5              | 72,5              | 72,5              | 77,5   | 82,5   | 82,5   | 77,5                 | 77,5                 | 80,0                 | 100,0                | 100,0                | 105.0                |
| 21   | Léon Vandeputte        | França         | 372,5 | 72,5              | 77,5              | 77,5              | 85,0              | 85,0              | 85,0              | 77,5   | 77,5   | 77,5   | 90,0                 | 95,0                 | 95,0                 | 120,0                | 125,0                | 125.0                |
| 22   | John Austin            | Regne Unit     | 360,0 | 50,0              | 55,0              | 55,0              | 60,0              | 65,0              | 70,0              | 60,0   | 62,5   | 62,5   | 70,0                 | 75,0                 | 75,0                 | 95,0                 | 100,0                | 105.0                |
| 23   | Fred Lowes             | Regne Unit     | 350,0 | 50,0              | 50,0              | 55,0              | 62,5              | 62,5              | 65,0              | 65,0   | 65,0   | 70,0   | 65,0                 | 70,0                 | 75,0                 | 95,0                 | 100,0                | 100.0                |
| 24   | Rudolf Edinger         | Àustria        | 347,5 | 62,5              | 62,5              | 67,5              | 85,0              | 85,0              | 85,0              | 85,0   | 95,0   | 97,5   | 80,0                 | 90,0                 | 90,0                 | 110,0                | 110,0                | 120.0                |
| 25   | Alberts Ozoliņš        | Letònia        | 340,0 | 67,5              | 72,5              | 72,5              | 82,5              | 82,5              | 87,5              | 77,5   | 82,5   | 82,5   | 90,0                 | 95,0                 | 95,0                 | 112,5                | 117,5                | 117.5                |